# Billet de 500 francs Victor Hugo
Pour les articles homonymes, voir 500 francs.
Recto
Verso
Chronologie
500 francs Chateaubriand 5 nouveaux francs Victor Hugo
Le 500 francs Victor Hugo est un billet de banque français créé le 7 janvier 1954, émis à partir du 12 octobre 1954 par la Banque de France. Il fait suite au 500 francs Chateaubriand et sera remplacé par le 5 nouveaux francs Victor Hugo.

## Historique
Ce billet polychrome imprimé en taille douce appartient à la série des "personnalités célèbres avec monument associé" qui dominera désormais le choix des vignettes. Au départ, la Banque avait opté pour un portrait de Victor Hugo jeune aux Feuillantines mais y renonça.
Imprimé de 1954 à 1959, ce billet est progressivement retiré de la circulation à compter du 4 janvier 1960, et cesse d'avoir cours légal le 1er avril 1968. Il a été émis à 280 000 000 d'exemplaires.

## Description
Il fut peint par Clément Serveau et gravé par André Marliat et Jules Piel.
Les tons dominants sont le jaune-orangé et le gris-bleu.
Au recto : à droite, le portrait de Victor Hugo âgé d'après Léon Bonnat avec le Panthéon en fond.
Au verso : à gauche, le même portrait de Victor Hugo âgé avec la Place des Vosges en fond.
Le filigrane blanc représente la tête de Victor Hugo âgé de face.
Les dimensions sont de 142 × 75 mm.

## Les exemplaires surchargés
Le 30 octobre 1958 la Banque décide de faire surcharger en rouge de la mention "contre-valeur de 5 nouveaux francs" les coupures 500 francs Victor Hugo mais sur le recto seulement. Ces coupures, millésimées 1958 et 1959, sont émises à partir du 5 juillet 1959 et furent retirées de la circulation à compter du 4 janvier 1960 lorsque furent prêtes les coupures exprimées en nouveaux francs. Il y a eu 25 000 000 d'exemplaires surchargés.